# Andrzej Trzecieski

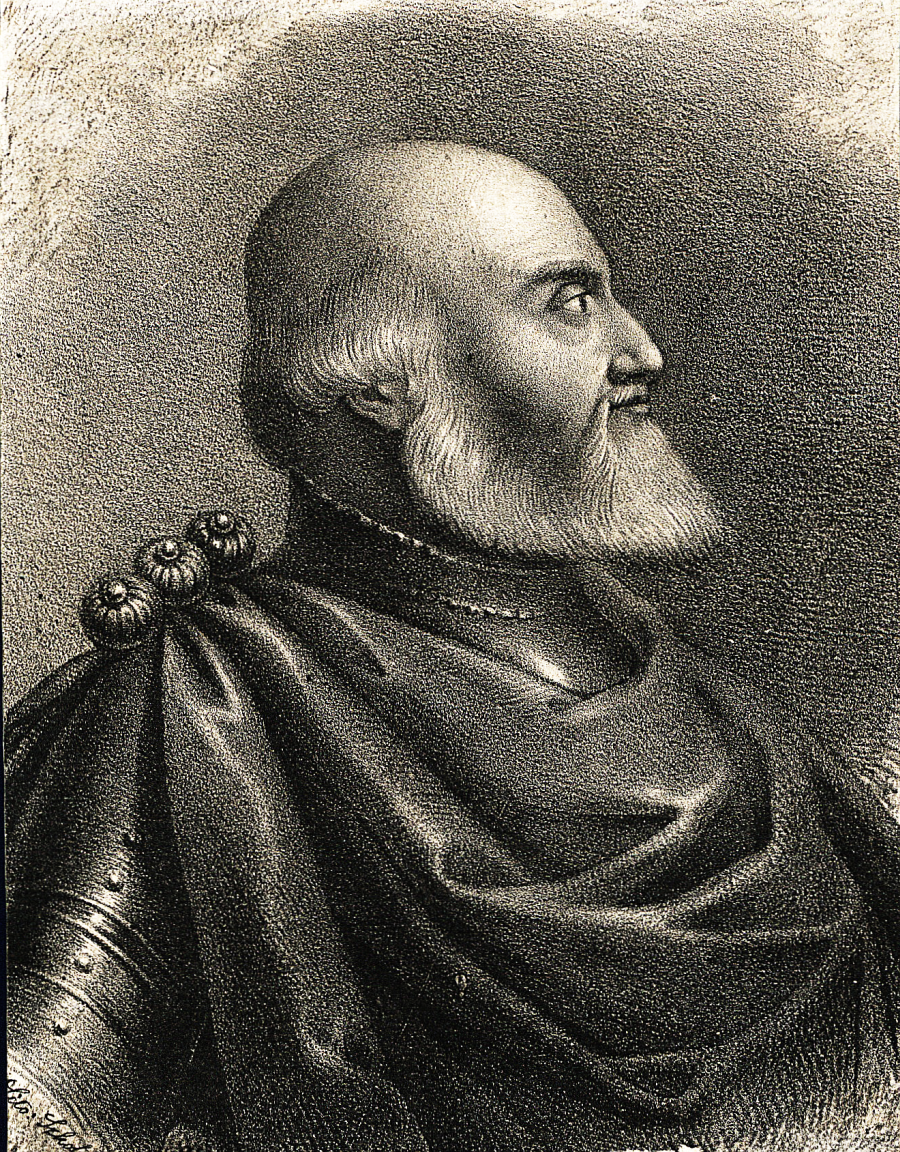
Andrzej Trzecieski

Andrzej Trzecieski (Andrzej Trzycieski, Andreas Tricesius oder Trecesius; * um 1525 oder 1530 wahrscheinlich in Krakau; † um 1584) war ein polnischer Dichter.
Über das Leben Trzecieskis ist wenig Sicheres bekannt. Man weiß nicht, welche Ausbildung er in Polen absolvierte, jedenfalls war er 1544 in der Universität Wittenberg immatrikuliert. Er kannte viele der Reformationen und nahm an protestantischen Synoden teil. Mehrere Jahre stand er in den Diensten des Fürsten Mikołaj Radziwiłł Czarny. Ab 1557 war er Höfling des Königs Zygmunt August, 1558 wurde er Sekretär von Henryk Walezy. Häufig hielt er sich auch am Hof Stefan Batorys auf. Trzecieski war mit bedeutenden Zeitgenossen wie Jan Kochanowski, Mikołaj Rej, Andrzej Frycz Modrzewski und Stanisław Orzechowski befreundet, in seinen späteren Jahren stand er auch mit Vertretern des Katholizismus wie Piotr Roizjusz und Jan Dymitr Solikowski, dem späteren Erzbischof von Lemberg in Kontakt.
Trzecieski verfasste Elegien, Epigramme, Epitaphien, Epicedien, Epithalamien und humoristische Gedichte sowie mit De Sancrosancti Evangelii in ditione Regis Poloniae [...] origine, progessu et incremento elegia ein gelehrte Geschichte der Reformation in lateinischer Sprache. Mehrere seiner polnischsprachigen Gedichte wie Modlitwa albo pieśń, gdy rano dziatki wstaną und Modlitwa, gdy dziatki spać idą wurden von Wacław z Szamotuł vertont und fanden Aufnahme in die Hymnenbücher von Piotr Artomiusz, Krzysztof Kraiński, 
Jan Seklucjan und Jan Zaremba. Weiterhin wird Trzecieski die Biographie Żywot i sprawy poćciwego ślachcica polskiego Mikołaja Reja z Nagłowic zugeschrieben. Es würde sich hierbei um den ersten Pastiche in polnischer Sprache handeln. Da der Stil Mikołaj Rejs so genau getroffen ist, wird jedoch auch vermutet, dass dieser selbst der Autor des (in diesem Fall autobiografischen) Werkes sein könnte.